# Franziskanerkloster Dettelbach

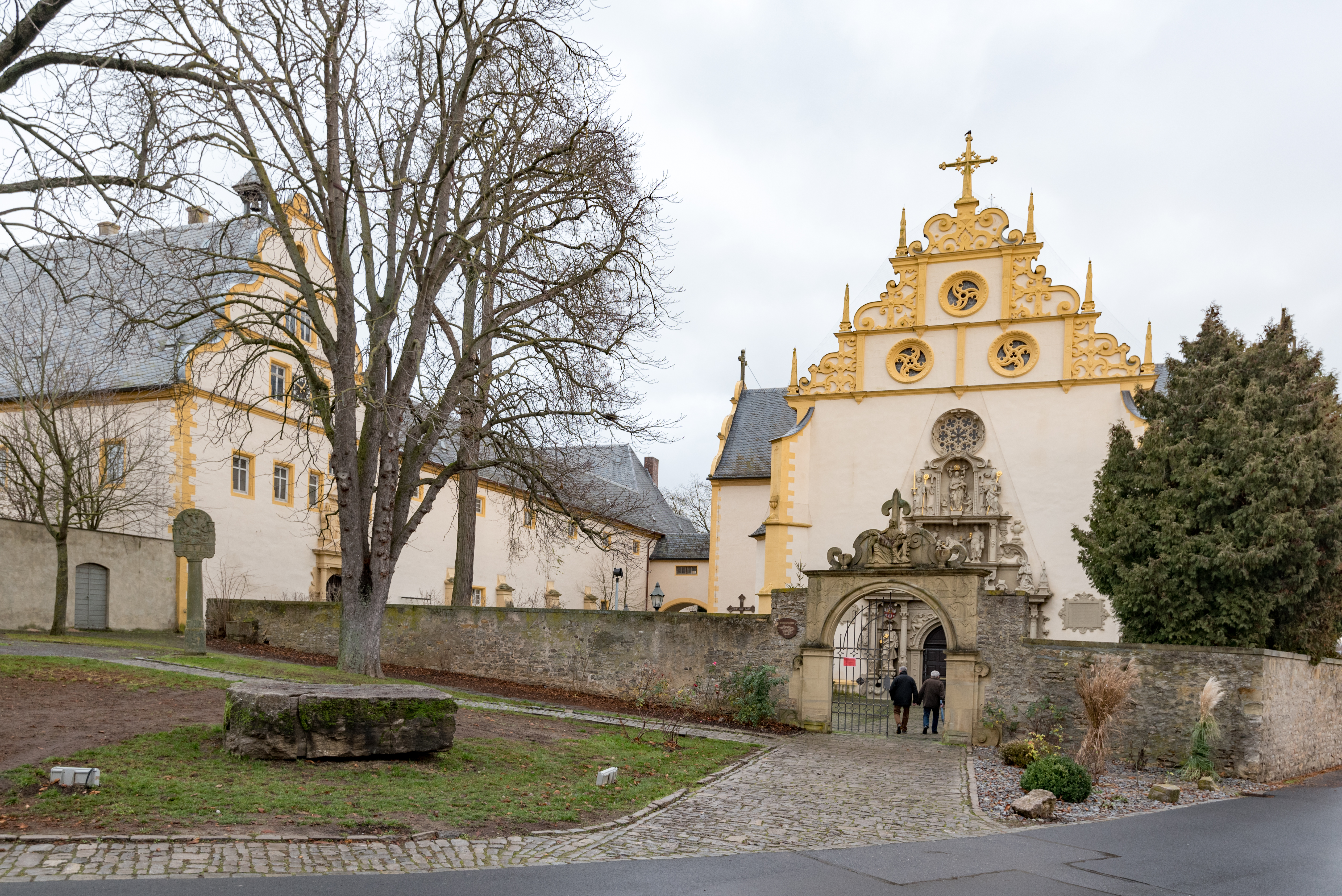
Die Baulichkeiten des ehemaligen Franziskanerklosters mit der Wallfahrtskirche

Das Franziskanerkloster Dettelbach ist ein ehemaliges Kloster der Franziskaner-Observanten in Dettelbach in Bayern in der Diözese Würzburg. Die Gründung und Etablierung der Niederlassung hängt eng mit der Wallfahrt zur Kirche Maria im Sand zusammen. 2017 wurde das Kloster aufgelöst.

## Geschichte

### Bis zum Dreißigjährigen Krieg
Nachdem bereits 1504 erstmals eine wundersame Heilung mit einem Bildstock in der Nähe der Stadt in Verbindung gebracht wurde, setzte schnell eine Wallfahrtsbewegung nach Dettelbach ein. Allerdings unterbrach die Reformation ab 1517 die Aufwärtsentwicklung der Wallfahrt. Immer weniger Pilger besuchten das Heiligtum.
Erst der Amtsantritt des Würzburger Fürstbischofs Julius Echter von Mespelbrunn stoppte den Niedergang. Er musste zunächst die Bewohner Dettelbachs selbst wieder zum alten Glauben zurückführen. Als ihm dies gelungen war, machte er Dettelbach zu einem Zentrum der katholischen Reform in seinem Bistum. Augenfälligstes Zeichen war die Errichtung der großen Wallfahrtskirche im Renaissancestil, die noch heute das Klostergelände dominiert. Bis 1613 war das große Gotteshaus fertiggestellt. Um die Wallfahrer zum marianischen Gnadenort seelsorgerisch betreuen zu können, sollten Franziskaner ein Kloster neben der Kirche beziehen.
Hierzu nahm der Fürstbischof 1616 Kontakt zur Straßburger Franziskanerprovinz Argentina auf. Zunächst wohnten die Franziskaner im fürstbischöflichen Amtshaus am Dettelbacher Kirchplatz, nach der Fertigstellung erster Gebäude im Jahr 1617 konnten sie das für sie vorgesehene Kloster beziehen. Die Baulichkeiten waren zunächst für 24 Konventsmitglieder und Bedienstete vorgesehen. Aber bereits unter Echters Nachfolger Johann Gottfried von Aschhausen erweiterte man die Baulichkeiten, um 36 Brüder aufnehmen zu können. Bald wurden in Dettelbach auch junge Ordensmitglieder ausgebildet.
Der Aufbau eines Klosters in Dettelbach wurde von den Klöstern Münsterschwarzach (Benediktiner), Heidenfeld (Augustiner) und Theres (Benediktiner) unterstützt. In den folgenden Jahrzehnten wuchs die Wallfahrt zunächst weiter. Eine Bedrohung für den Bestand des Konventes war dann der Ausbruch des Dreißigjährigen Krieges. Immer wieder suchten durchziehende und überwinternde Truppen das Kloster heim. Insbesondere die protestantischen Schweden brachten das Kloster an den Rand der Auflösung. Eine Gedenktafel in der heutigen Klosterkirche verweist auf einen schwedischen Kirchendieb, der den Kelch 1631 stahl.

### Bis zur Auflösung
Die Franziskaner aus Dettelbach verließen während dieser Notzeit das Kloster. Einige wurden jedoch von den Schweden gefangen und getötet, andere wurden gefoltert. Zwar blieb der Konvent auch in den Kriegsjahren fast durchgehend bestehen, allerdings gab man das franziskanische Theologiestudium in den Räumlichkeiten auf. Erst 1634 kehrten auch Studenten zurück. In den Jahrzehnten nach dem Dreißigjährigen Krieg wuchs der Konvent wieder. 1644 gelang den Franziskanern sogar, das Kloster Kreuzberg zu gründen.
Für kurze Zeit gelangte das Kloster 1665 von der Straßburger an die Thüringische Franziskanerprovinz (Thuringia), musste jedoch 1676 wieder an die Straßburger Provinz zurückgegeben werden. Unterstützt durch die Würzburger Bischöfe erholte sich auch die Wallfahrt nach Dettelbach im 18. Jahrhundert wieder. Im Jahr 1770 nahmen die Patres 80.000 Menschen die Beichte ab. Im Jahr 1747 wurde von Dettelbach aus eine kleine Niederlassung (Hospiz) mit zwei Patres und einem Laienbruder bei der Magdalenenkapelle in Oberschwarzach gegründet, das allerdings nur kurze Zeit bestand.
Das Kloster wurde im Jahr 1762 im Siebenjährigen Krieg geplündert. In Dettelbach fanden bald auch vertriebene französische Franziskaner Unterkunft, die während der Revolution vertrieben wurden. Während der Napoleonischen Kriege stieg Dettelbach mit dem nahen Mainübergang bei Schwarzenau zu einem wichtigen Durchmarschgebiet auf. Die Dettelbacher Brüder pflegten 1796 250 Verwundete der kriegerischen Auseinandersetzungen mit den französischen Revolutionstruppen nach der Schlacht bei Würzburg.

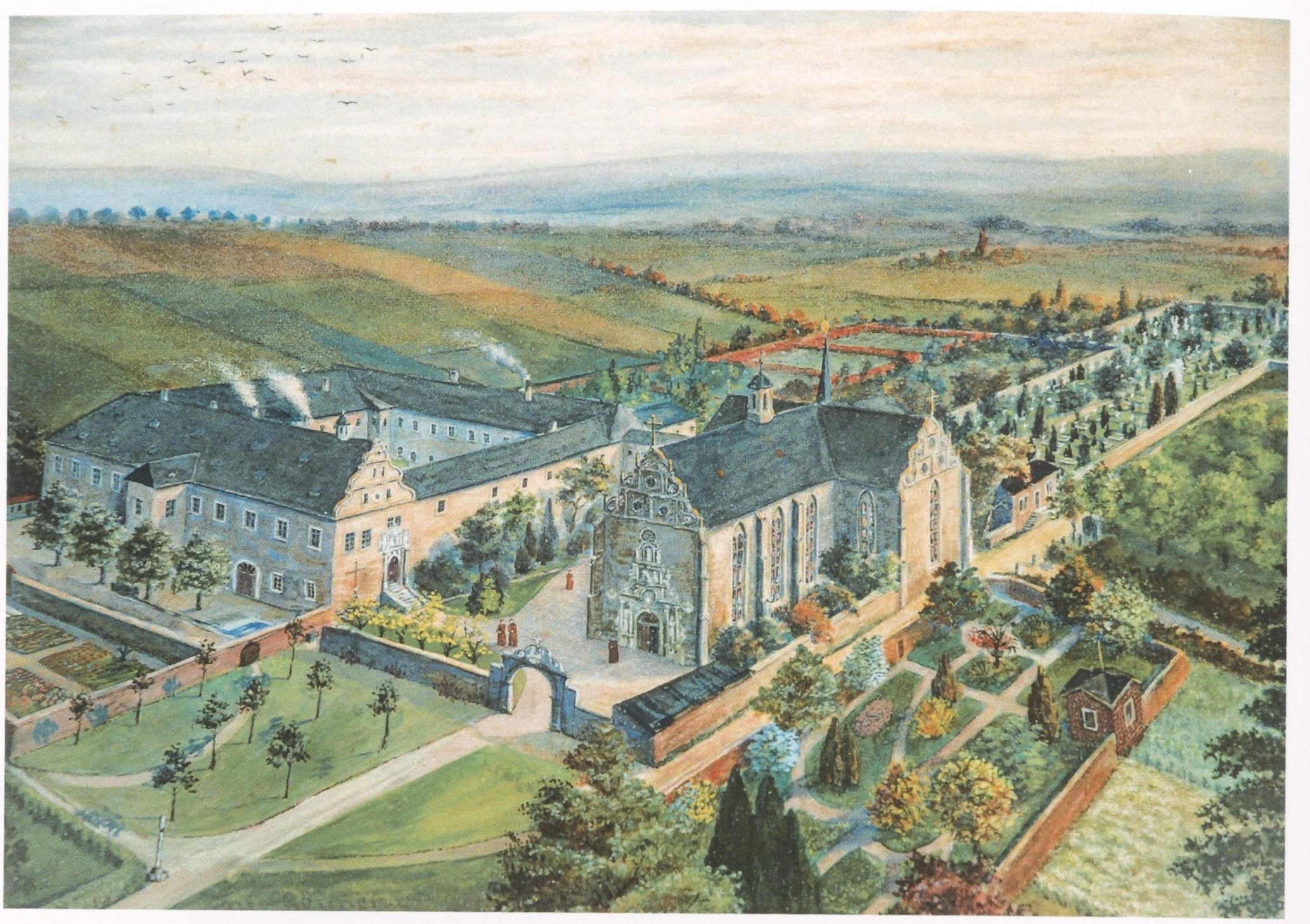
Aquarell des Franziskanerklosters Dettelbach, Otto Görner 2. Drittel 19. Jh.

Trotz dieser Belastungen gelang den Franziskanern der Ausbau des Ordensstudiums in Dettelbach. Bisher hatte man den Ordensnachwuchs dort lediglich in Theologie ausgebildet, ab 1789 wurden die jungen Brüder der Ordensprovinz auch in Kirchengeschichte unterrichtet. Das Dettelbacher Kloster übernahm ab dem ausgehenden 17. Jahrhundert die Pfarrseelsorge in vielen Orten der Umgebung. 1773 wurde auch Brück Teil des franziskanischen Seelsorgesprengels, 1774 übernahm man auch Effeldorf.
In der Säkularisation zu Beginn des 19. Jahrhunderts wurde das Kloster im Gegensatz zu vielen anderen nicht aufgehoben. In der Zeit des Großherzogtums Würzburg unter der Herrschaft von Großherzog Ferdinand III. von 1806 bis 1814 erlebte es sogar eine Blütezeit. 1816 wurde Dettelbach – jetzt bayerisch – zu einem „Aussterbekloster“, in dem die Bewohner anderer aufgehobener Klöster unterkamen; es durfte aber keine neuen Novizen mehr aufnehmen. 1826 erlaubte König Ludwig I. offiziell den Fortbestand des Klosters. In der Folgezeit wechselte die Zuständigkeit: Von 1828 bis 1836 gehörte das Kloster Dettelbach zu der nur kurze Zeit bestehenden Fränkischen Franziskanerprovinz, dann kam es an die Bayerische Franziskanerprovinz Bavaria. Im Jahr 1850 gelang den Ordensleuten für kurze Zeit, eine Brauerei in den Baulichkeiten unterzubringen. Sie hatte bis 1885 Bestand.
In der zweiten Hälfte des 19. Jahrhunderts wallfahrteten auch immer wieder Mitglieder des bayerischen Königshauses nach Dettelbach. Die Wallfahrt wurde nach der Reichseinigung zu einem Nationalheiligtum ausgebaut, sodass mehr und mehr Prozessionsgruppen Dettelbach anliefen. Während des Nationalsozialismus wurde die Wallfahrtsbewegung nach Dettelbach unterdrückt. Allerdings begaben sich nun viele Menschen als Privatpersonen zur Kirche Maria im Sand. Ab den 1960er-Jahren übernahmen die Franziskaner immer mehr Seelsorgeaufgaben. 2005 lebten allerdings nur noch vier Patres und zwei Brüder im Kloster. Aufgrund von Personalmangel wurde das Kloster am 22. Januar 2017 von der Deutschen Franziskanerprovinz, in die die Bavaria 2010 durch Fusion aufgegangen war, aufgelöst. In den Räumlichkeiten ist heute das Dettelbacher Pfarramt untergebracht.

## Architektur
Die heute noch erhaltenen Baulichkeiten des Franziskanerklosters bestehen aus einer Vierflügelanlage aus der Zeit um 1617 sowie der Wallfahrts- und Klosterkirche Maria im Sand. Die kompakte Klosteranlage wird im Osten, der ursprünglich von den landwirtschaftlichen Nutzflächen des Klosters eingenommen wurde, um den heutigen Friedhof der Stadt Dettelbach ergänzt. Mehrere Bildstöcke aus dem 17. Jahrhundert befinden sich auf dem Grundstück. Unterirdische Überreste der Vorgängerkirchen werden vom Bayerischen Landesamt für Denkmalpflege als Bodendenkmal eingeordnet.

### Klosterkirche

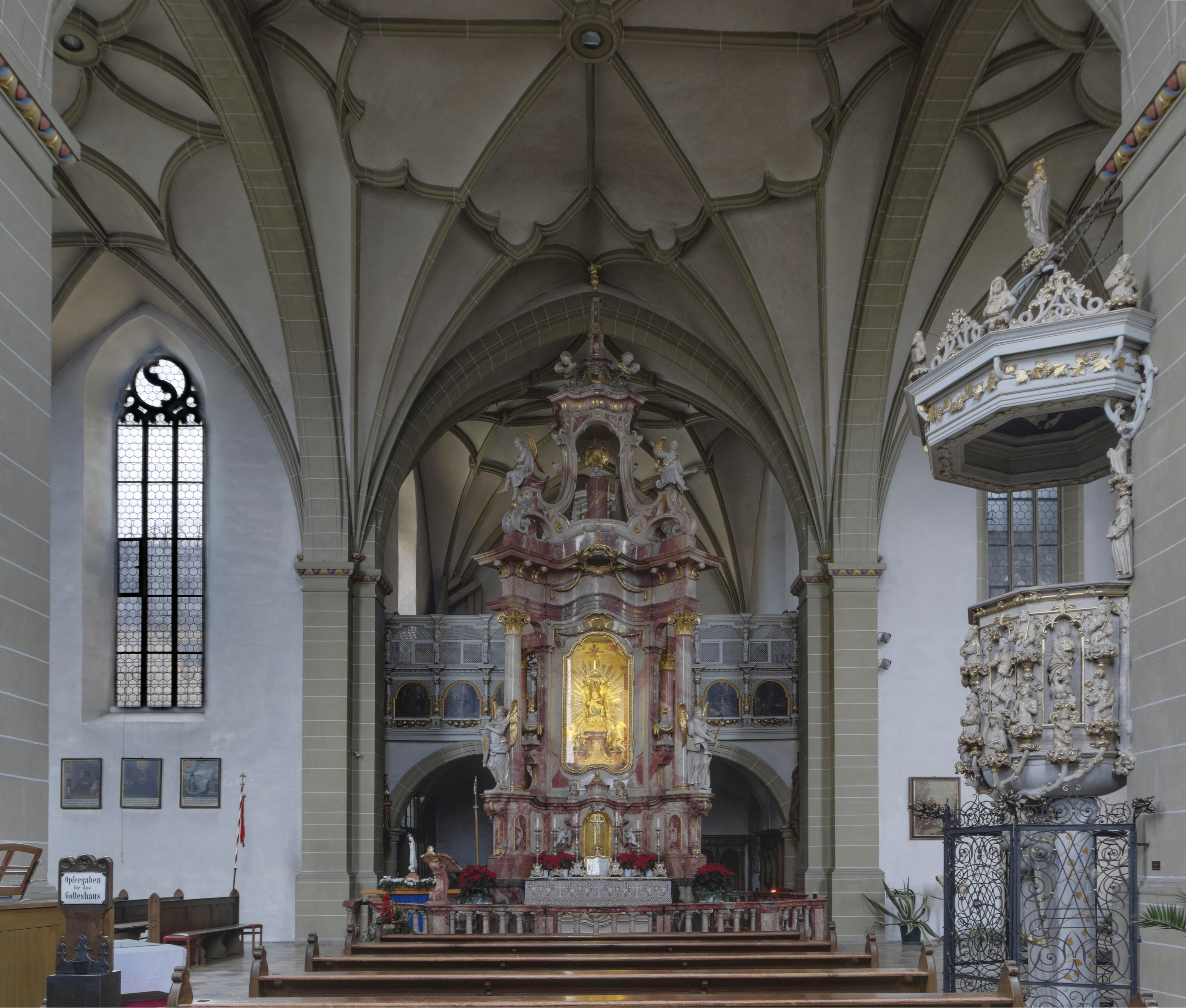
Das Kircheninnere mit Gnadenaltar und Kanzel

Die heutige Klosterkirche wurde an der Stelle des wundertätigen Bildstocks errichtet. Noch im 16. Jahrhundert entstand ein provisorisches Gotteshaus. Später errichtete man in der Nähe eine Kapelle. Sie wurde wohl um 1511 fertiggestellt. Die heutige Kirche geht auf die gegenreformatorischen Anstrengungen Julius Echter von Mespelbrunns zurück. Er konnte den italienischen Baumeister Lazaro Agostino verpflichten. Noch während der Arbeiten stürzten 1612 Teile des Gewölbes ein. Dennoch konnte das Gotteshaus bald darauf in seiner heutigen Form fertiggestellt werden.
Die Kirche präsentiert sich heute als kreuzförmiger Bau mit Vierung und Querhaus. Ältestes Bauteil ist der aus der Vorgängerkirche übernommene Chor. Im Inneren prägen gotische Rippengewölbe das Langhaus, die Fenster sind mit reich verziertem Maßwerk gearbeitet. Die Kirche besitzt einen kleinen Glockenturm, der im Norden des Chores angebaut wurde. Daneben bekrönt ein kleiner Dachreiter die Vierung der Anlage. Besondere Bedeutung besitzt das Hauptportal auf der Westseite. Es wurde 1612/1613 von Michael Kern geschaffen. Es wird von der Muttergottes bekrönt.
Im Inneren überwiegt heute die Ausstattung der Bauzeit. Lediglich der Gnadenaltar im Zentrum der Vierung stammt aus den 1790er-Jahren. Auf 1626 datiert die Kanzel, die ebenfalls von Michael Kern geschaffen wurde. Sie zeigt die „Wurzel Jesse“ und wurde mit einem Renaissancegitter umgeben. 1659 entstand ein Gebetschor für die Brüder, der hinter der Orgel auf einer Empore errichtet wurde. Hier endet der Verbindungsgang zwischen Kloster und Kirche. Das Kircheninnere wird von mehreren Mirakelbildern durchzogen, die an die Wunderheilungen an diesem Ort erinnern. → siehe auch: Wurzel-Jesse-Kanzel (Dettelbach)

### Konvents- und andere Klostergebäude

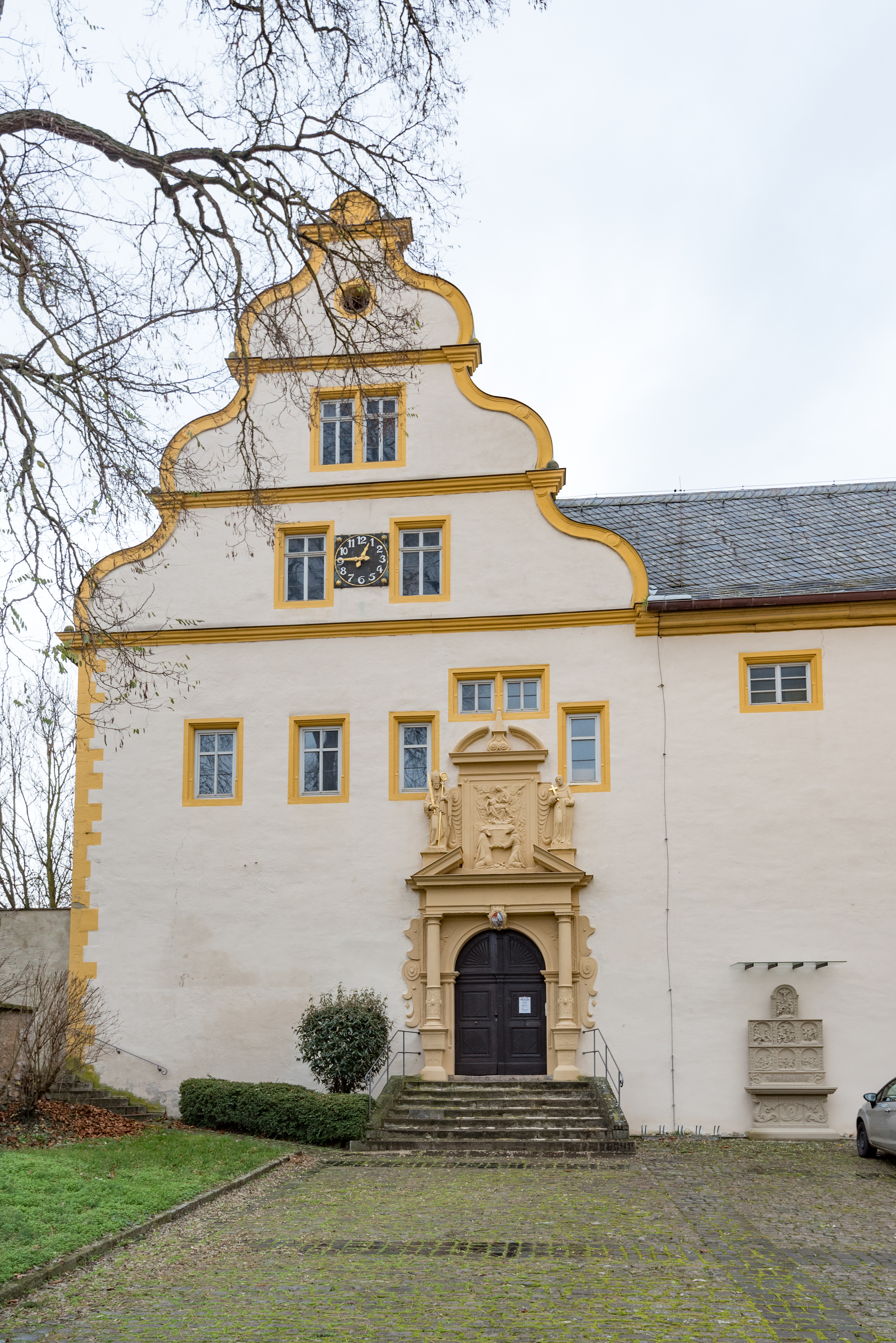
Das Hauptportal des Klosters

Die Klostergebäude präsentieren sich bis heute in den Formen des beginnenden 17. Jahrhunderts. Die Vierflügelanlage um einen Innenhof umfasst drei Wohnflügel und einen Blendflügel auf der Südseite in Richtung der Kirche, der lediglich dem Kreuzgang im Erdgeschoss aufgesetzt wurde. Diese Bauten entstanden um 1617, als Lazaro Augostino als Maurermeister nachweisbar ist. Noch 1617 wurden die Bibliotheksschränke in die Klosterbibliothek eingebaut, sodass davon auszugehen ist, dass zu diesem Zeitpunkt die Anlage bereits weitgehend fertiggestellt war. Ein Gang verbindet den Südflügel mit dem Querhaus der Kirche.
Das Hauptportal des Klosters liegt ebenfalls auf der Südseite. Es wurde an den Westflügel angebaut, der mit einem geschwungenen Renaissance-Giebel abschließt. Das Portal lehnt sich in seinem Aufbau an das Westportal der Kirche an und wurde wahrscheinlich ebenfalls von Michael Kern geschaffen. Es zeigt die Stiftung des Klosters: Der kniende Fürstbischof Julius Echter überreicht dem franziskanischen Ordensprovinzial Marquard Leo das Kloster. Die beiden sind von den Heiligen Kilian (links) und Franz von Assisi (rechts) eingerahmt.
Ursprünglich war zwischen Kloster- und Kirchenportal noch das sogenannte Haus des Kirchners zu finden. Es wurde im 19. Jahrhundert, vielleicht 1886/1888, abgerissen. Am Haus war ein Verkaufsstand für Devotionalien der Wallfahrt untergebracht. Das Klostergelände ist bis heute von einer Umfassungsmauer umgeben, die auch den städtischen Friedhof mit einschließt. Betreten wird die Anlage durch ein Portal im Westen. Es ist wesentlich schlichter als die beiden Pendants an Kloster bzw. Kirche und schließt mit einer steinernen Pietà ab. Zwei Voluten flankieren die Sandsteinrahmung des Portals.

### Bildstöcke und Kleindenkmäler

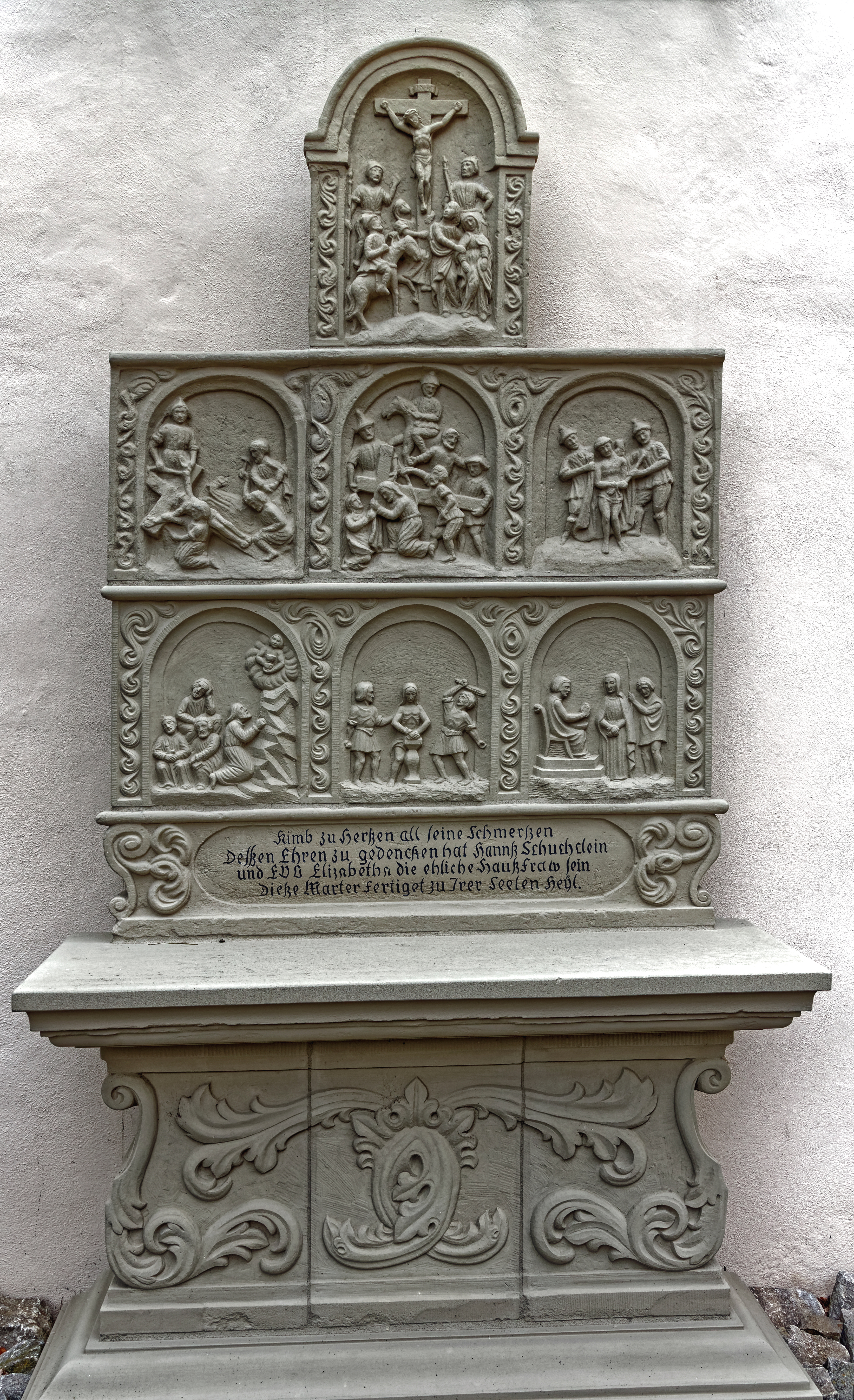
Der Prozessionsaltar beim Kloster

Um die Klosteranlage haben sich mehrere Bildstöcke erhalten, die zur stillen Andacht errichtet wurden und zumeist dem beginnenden 17. Jahrhundert entstammen. Wesentlich jünger sind die Kreuzwegstationen am sogenannten Wallfahrtsweg, der sich heute mitten durch die Dettelbacher Siedlung zieht. Er wurde 1894 errichtet und besteht aus mehreren Natursteingrotten mit Relieftafeln. Der älteste Bildstock dagegen stammt aus dem Jahr 1603 und zeigt in seinem Aufsatz die Kreuzigung Christi.
Im Jahr 1606 entstand ein weiterer Stock, der die Kreuzabnahme Christi thematisiert und ebenfalls den Wallfahrtsweg ziert. Er wird dem Dettelbacher Bildstockmeister zugeschrieben. Zwei Jahre später, 1608, richtete man den Bildstock mit der Darstellung des Weges nach Golgatha auf. 1617 entstand schließlich durch eine Stiftung des Dettelbacher Spitalmeisters Johann Wirtzberger der Bildstock vor der Klostermauer. Er zeigt die Auferstehung Christi auf seiner Vorder- und die Pietà auf seiner Rückseite. Alle Bildstöcke können der Renaissance zugeordnet werden.
Ebenfalls aus dem 17. Jahrhundert stammt der Prozessionsaltar mit Szenen aus dem Leben Jesu, der sich unmittelbar neben dem Hauptportal des Klosters erhalten hat, aber ursprünglich ebenfalls den Wallfahrtsweg schmückte. Vielleicht wurde dieses Kleindenkmal aus der gleichen Werkstatt geschaffen, wie ein ähnlicher Bildstock, der sich in Rödelsee erhalten hat. Weitere Denkmäler wurden in die Mauer der Klosterkirche eingefügt. Dort hat sich auch ein Gedenkstein an die Schwedenzeit während des Dreißigjährigen Krieges erhalten.

## Klosterbibliothek
Das Franziskanerkloster besaß eine bedeutende Bibliothek, die bereits bei der Gründung des Klosters im Jahr 1617 angelegt wurde. Im Jahr 1991 umfasste die Bibliothek einen Bestand von ca. 32.000 Bänden. Sammlungsschwerpunkte waren theologische und philosophische Werke genauso wie Belletristik. Besondere Bedeutung innerhalb des Bestandes hatten die 181 Inkunabeln aus der Frühzeit des Druckwesens. Außerdem waren in den Beständen acht mittelalterliche Handschriften zu finden. Insgesamt 35 Zeitschriften, insbesondere theologischen Inhalts wurden gesammelt. Die Bibliothek überstand den Dreißigjährigen Krieg lückenlos und war im 20. Jahrhundert für die Öffentlichkeit nicht einsehbar. Sie war Mitglied der Arbeitsgemeinschaft Katholisch-Theologischer Bibliotheken. 
Nach der Auflösung des Klosters wurde die Bibliothek zerschlagen. Die Franciscana wurden in die Bibliothek des St. Annaklosters in München überführt. Die meisten Bestände wurden an eine Firma aus Leipzig verkauft, die die Rückkehr der Werke in den Lesekreislauf sicherstellen sollte. Im Jahr 2021 wurden viele historische Drucke im Pforzheimer Auktionshaus Kiefer versteigert, unter anderem die Lebensbeschreibung des Joachims und Anna aus der Feder des Jacobus Polius. Für die Inkunabeln wurde im Jahr 2020 die Aufbewahrung in einer Bibliothek in Aussicht gestellt.

## Guardiane des Klosters (Auswahl)
- Bartholomäus Sutor (1613–)
- Valentin Bambach (gen. 1819)[15]
- Archangelus Staiber (gen. 1925)
- Agathangelus Hauptmann (1964–1970)
- Richard Heßdörfer (2002–2017)